# Steve Wakeling
Stephen "Steve" Wakeling (ur. 4 października 1983 w Yorku) – brytyjski kick-boxer oraz zawodnik boksu tajskiego, mistrz świata m.in. WMC z 2003 i dwukrotny WBC Muay Thai z 2006 i 2011.

## Kariera sportowa
Wraz z bratem Michaelem zainteresował się muay thai za sprawą swojego ojca Marka, który zawodowo walczył w tej formule walki. W 2001 zdobył pierwszy krajowy tytuł, natomiast w 2002 został mistrzem Europy federacji IKF. W 2003 pierwszy raz w swojej karierze zdobył pas mistrza świata organizacji WAKO PRO w wadze 68 kg pokonując Kevina Harpera. Jeszcze w tym samym roku w wieku 19 lat został ponownie mistrzem świata, tym razem prestiżowej organizacji World Muaythai Council w wadze junior średniej po wygraniu z Tajem Ying Yaiem. 
12 marca 2006 został inauguracyjnym mistrzem WBC Muay Thai w wadze średniej, zwyciężając Johna Wayne Parra z Australii. Tytuł stracił 25 lutego 2007 na rzecz tymczasowego mistrza WBC Taja Lamsongkrama Chuwattana. Do końca 2007 wygrywał m.in. dwukrotnie turniej Steko's Fight Night w Niemczech gdzie pokonywał m.in. Francuza Yohana Lidona. 8 stycznia 2011 znokautował Taja Jaochalama odbierając mu tytuł WBC Muay Thai w wadze superśredniej. 7 lipca 2012 zremisował z Rosjaninem Artiomem Lewinem po pięciorundowym pojedynku. 
23 marca 2013 zadebiutował w GLORY, nokautując Amerykanina Eddiego Walkera. 28 września 2013 miał wystartować w turnieju GLORY wagi średniej gdzie w pierwszej walce miał się zmierzyć z Amerykaninem Joe Schillingiem jednak ostatecznie wypadł z zawodów z powodu problemów wizowych które uniemożliwiły mu wyjazd do USA. Po kilku latach przerwy wrócił do zawodowych startów tocząc 22 września 2017 przegrany wskutek kontuzji pojedynek z Francuzem Cheickiem Sidibé.

## Osiągnięcia
- 2001: mistrz Wielkiej Brytanii
- 2002: mistrz Europy IKF w wadze junior średniej
- 2003: mistrz świata WAKO PRO w kat. 68 kg
- 2003: mistrz świata WMC w wadze junior średniej
- 2004: mistrz świata IMKO w kat. 70 kg[16]
- 2005: S-1 Tournament – 1. miejsce w kat. 72 kg
- 2006–2007: mistrz świata WBC Muay thai w wadze średniej
- 2007: Steko´s Fight Night – Kings of Kickboxing – 1. miejsce w kat. 75 kg
- 2007: Steko´s Fight Night – Kings of Kickboxing – 1. miejsce w kat. 75 kg
- 2011–2013: mistrz świata WBC Muay thai w wadze superśredniej